# Brat Juniper i żebrak
Bł. Brat Juniper i żebrak (hiszp. Fray Junípero abandonando su ropa a un mendigo) – powstały w 1. poł. XVII w. obraz autorstwa hiszpańskiego malarza barokowego Bartolomé Estebana Murilla.
Artysta przedstawił wydarzenie znane z biografii San Juniper. Murillo namalował obraz dla klasztoru kapucynów w Sewilli. Dzieło znajduje się w Luwrze w Paryżu. Muzeum weszło w posiadanie obrazu w 1964.